# Xerosecta hillyeriana
Xerosecta hillyeriana е вид охлюв от семейство Hygromiidae.

## Разпространение
Видът е разпространен в Италия (Сардиния).